# Xã Decatur, Quận Washington, Ohio
Xã Decatur (tiếng Anh: Decatur Township) là một xã thuộc quận Washington, tiểu bang Ohio, Hoa Kỳ. Năm 2010, dân số của xã này là 1.303 người.